# Liste des ministres du Congo belge
Ceci est la liste des ministres chargés des Colonies belges de 1908, lorsque l'État libre du Congo devient le Congo belge, jusqu'en 1960 et l'indépendance de la République démocratique du Congo. 
Les Colonies en question sont le Congo belge, qui comprenait également la province de Ruanda-Urundi à partir de 1923.

## Liste
|     | Ministre des Colonies                       | Parti      | Gouvernement                       | Mandat                              |
| 1.  | Jules Renkin (1862-1934)                    | Catholique | Schollaert                         | 30 octobre 1908 - 21 novembre 1918  |
| 1.  | Jules Renkin (1862-1934)                    | Catholique | de Broqueville I                   | 30 octobre 1908 - 21 novembre 1918  |
| 1.  | Jules Renkin (1862-1934)                    | Catholique | de Broqueville II                  | 30 octobre 1908 - 21 novembre 1918  |
| 1.  | Jules Renkin (1862-1934)                    | Catholique | Cooreman                           | 30 octobre 1908 - 21 novembre 1918  |
| 2.  | Louis Franck (1868-1937)                    | Libéral    | Delacroix I                        | 21 novembre 1918 - 11 mars 1924     |
| 2.  | Louis Franck (1868-1937)                    | Libéral    | Delacroix II                       | 21 novembre 1918 - 11 mars 1924     |
| 2.  | Louis Franck (1868-1937)                    | Libéral    | Carton de Wiart                    | 21 novembre 1918 - 11 mars 1924     |
| 2.  | Louis Franck (1868-1937)                    | Libéral    | Theunis I                          | 21 novembre 1918 - 11 mars 1924     |
| 3.  | Henri Carton de Tournai (1878-1969)         | Catholique | 11 mars 1924 - 20 mai 1926         |                                     |
| 3.  | Henri Carton de Tournai (1878-1969)         | Catholique | 11 mars 1924 - 20 mai 1926         | Vande Vyvere                        |
| 3.  | Henri Carton de Tournai (1878-1969)         | Catholique | 11 mars 1924 - 20 mai 1926         | Poullet                             |
| 4.  | Maurice Houtart (1866-1939)                 | Catholique | Jaspar I                           | 20 mai 1926 - 15 novembre 1926      |
| 5.  | Édouard Pecher (1885-1926)                  | Libéral    | Jaspar I                           | 16 novembre 1926 - 27 décembre 1926 |
| 6.  | Maurice Houtart (1866-1939)                 | Catholique | Jaspar I                           | 29 décembre 1926 - 18 janvier 1927  |
| 7.  | Henri Jaspar (1870-1939)                    | Catholique | Jaspar I                           | 18 janvier 1927 - 19 octobre 1929   |
| 7.  | Henri Jaspar (1870-1939)                    | Catholique | Jaspar II                          | 18 janvier 1927 - 19 octobre 1929   |
| 8.  | Paul Tschoffen (1878-1961)                  | Catholique | 19 octobre 1929 - 24 décembre 1929 |                                     |
| 9.  | Henri Jaspar (1870-1939)                    | Catholique | 27 février 1930 - 18 juin 1931     |                                     |
| 10. | Paul Charles (1885-1954)                    | Catholique | Renkin                             | 18 mars 1931 - 16 août 1931         |
| 11. | Paul Crokaert (1875-1955)                   | Catholique | Renkin                             | 6 juin 1931 - 25 mai 1932           |
| 12. | Paul Tschoffen (1878-1961)                  | Catholique | Renkin                             | 23 mai 1932 - 13 novembre 1934      |
| 12. | Paul Tschoffen (1878-1961)                  | Catholique | de Broqueville II                  | 23 mai 1932 - 13 novembre 1934      |
| 13. | Paul Charles (1885-1954)                    | Catholique | Theunis II                         | 20 novembre 1934 - 25 mars 1935     |
| 14. | Edmond Rubbens (1894-1938)                  | Catholique | Van Zeeland I                      | 25 mars 1935 - 27 avril 1938        |
| 14. | Edmond Rubbens (1894-1938)                  | Catholique | Van Zeeland II                     | 25 mars 1935 - 27 avril 1938        |
| 14. | Edmond Rubbens (1894-1938)                  | Catholique | Janson                             | 25 mars 1935 - 27 avril 1938        |
| 15. | Albert de Vleeschauwer (1897-1971)          | Catholique | Spaak I                            | 15 mai 1938 - 22 février 1939       |
| 16. | Gaston Heenen (1880-1963)                   | Catholique | Pierlot I                          | 21 février 1939 - 16 avril 1939     |
| 17. | Albert de Vleeschauwer (1897-1971)          | Catholique | Pierlot II                         | 16 avril 1939 - 31 janvier 1945     |
| 17. | Albert de Vleeschauwer (1897-1971)          | Catholique | Pierlot III                        | 16 avril 1939 - 31 janvier 1945     |
| 17. | Albert de Vleeschauwer (1897-1971)          | Catholique | Pierlot IV                         | 16 avril 1939 - 31 janvier 1945     |
| 17. | Albert de Vleeschauwer (1897-1971)          | Catholique | Pierlot V                          | 16 avril 1939 - 31 janvier 1945     |
| 17. | Albert de Vleeschauwer (1897-1971)          | Catholique | Pierlot VI                         | 16 avril 1939 - 31 janvier 1945     |
| 18. | Edgard De Bruyne (1898-1959)                | Catholique | Van Acker I                        | 12 février 1945 - 16 juin 1945      |
| 19. | Robert Godding (1883-1953)                  | Libéral    | Van Acker I                        | 2 août 1945 - 18 février 1946       |
| 20. | Lode Craeybeckx (1897-1976)                 | Socialiste | Van Acker II                       | 13 mars 1946 - 20 mars 1946         |
| 20. | Lode Craeybeckx (1897-1976)                 | Socialiste | Spaak II                           | 13 mars 1946 - 20 mars 1946         |
| 21. | Robert Godding (1883-1953)                  | Libéral    | Van Acker III                      | 31 mars 1946 - 11 mars 1947         |
| 21. | Robert Godding (1883-1953)                  | Libéral    | Huysmans                           | 31 mars 1946 - 11 mars 1947         |
| 22. | Pierre Wigny (1905-1986)                    | Catholique | Spaak III                          | 20 mars 1947 - 12 août 1950         |
| 22. | Pierre Wigny (1905-1986)                    | Catholique | Spaak IV                           | 20 mars 1947 - 12 août 1950         |
| 22. | Pierre Wigny (1905-1986)                    | Catholique | G. Eyskens I                       | 20 mars 1947 - 12 août 1950         |
| 22. | Pierre Wigny (1905-1986)                    | Catholique | Duvieusart                         | 20 mars 1947 - 12 août 1950         |
| 23. | André Dequae (1915-2006)                    | Catholique | Pholien                            | 15 août 1950 - 12 avril 1954        |
| 23. | André Dequae (1915-2006)                    | Catholique | Van Houtte                         | 15 août 1950 - 12 avril 1954        |
| 24. | Auguste Buisseret (1888-1965)               | Libéral    | Van Acker IV                       | 23 avril 1954 - 2 juin 1958         |
| 25. | Léon Pétillon (1903-1996)                   | Catholique | G. Eyskens II                      | 5 juillet 1958 - 6 novembre 1958    |
|     | Ministre du Congo belge et du Ruanda-Urundi |            |                                    |                                     |
| 26. | Maurice Van Hemelrijck (1901-1964)          | Catholique | G. Eyskens III                     | 6 novembre 1958 - 2 septembre 1959  |
| 27. | August De Schryver (1898-1991)              | Catholique | G. Eyskens III                     | 3 septembre 1959 - 2 septembre 1960 |
|     | Ministre des affaires africaines            |            |                                    |                                     |
| 28. | Harold d'Aspremont Lynden (1914-1967)       | Catholique | G. Eyskens IV                      | 2 septembre 1960 - 27 mars 1961     |